# Chitonaster johannae
Chitonaster johannae är en sjöstjärneart som beskrevs av Jean Baptiste François René Koehler 1908. Chitonaster johannae ingår i släktet Chitonaster och familjen ledsjöstjärnor. Inga underarter finns listade i Catalogue of Life.